# Głogów Małopolski Południowy
Głogów Małopolski Południowy – przystanek osobowy w Głogowie Małopolskim w Polsce.
Przystanek kolejowy powstał w ramach budowy linii kolejowej nr 626 do portu lotniczego Rzeszów-Jasionka. Uruchomienie przystanku nastąpiło 1 października 2023.

## Ruch pasażerski
| Rok  | Wymiana pasażerska na dobę |
| ---- | -------------------------- |
| 2023 | 0-9                        |

## Ruch pociągów
Na stacji zatrzymują się pociągi Polregio w ramach Podkarpackiej Kolei Aglomeracyjnej w relacji Rzeszów Główny – Jasionka Lotnisko.